# 法兰 (安省)
法兰（法語：Fareins，法語發音：[faʁɛ̃]）是法国东部安省的一个市镇，属于布雷斯地区布尔格区。

## 地理
法兰（46°1'10"N, 4°45'42"E）面积8.22 平方千米，位于法国奥弗涅-罗讷-阿尔卑斯大区安省，该省份为法国东部省份，北起汝拉省，西北接索恩-卢瓦尔省，西接罗讷省和里昂大都会，南至伊泽尔省，东与萨瓦省、上萨瓦省和瑞士接壤。
与法兰接壤的市镇（或旧市镇、城区）包括：博尔加尔、沙兰、弗朗、索恩河畔梅西米、阿尔纳斯、圣乔治德勒南。
法兰的时区为UTC+01:00、UTC+02:00（夏令时）。

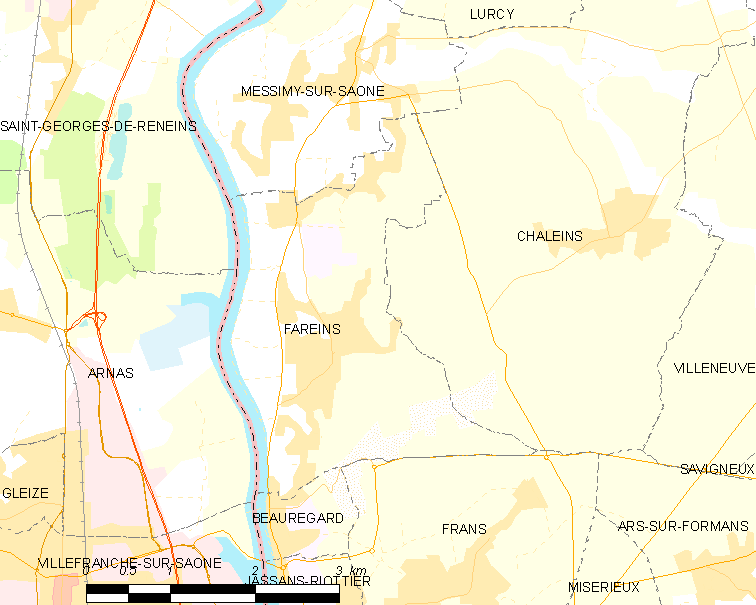
法兰的OSM定位图

## 行政
法兰的邮政编码为01480，INSEE市镇编码为01157。

## 政治
法兰所属的省级选区为维拉尔莱栋布县。

## 人口

1962-2008年间法兰人口变化图示

法兰于2022年1月1日时的人口数量为2524人。